# Pipilotti Rist
Pipilotti Rist, volledige naam Elisabeth Charlotte Rist (Grabs, 21 juni 1962) is een Zwitserse videokunstenares. Haar naam heeft ze ontleend aan Pippi Langkous uit de verhalen van Astrid Lindgren. Ze ziet zichzelf, net als Pippi Langkous, als een vrouw die op speelse wijze de wereld onderzoekt.

## Werk
In 1986 werd Pipilotti Rist bekend met haar afstudeervideo I'm Not The Girl Who Misses Much (video, 8 minuten), waarin ze zelf dansend als een marionet te zien is. In 1992 werd ze internationaal bekend met de video Pickelporno (video, 12 minuten), waarin ze seks op vrouwelijke intuïtieve manier verbeeldt.
Haar werk heeft zich ontwikkeld van single channel video's naar dual channel video's, vaak in de hoek van een ruimte tegen elkaar geprojecteerde films, tot ruimtevullende installaties, waarbij het publiek onderdeel van de installatie wordt.
Naast haar werk als videokunstenares is ze ook lid van de popgroep Les Reines Prochaines. In verschillende van haar werken is dan ook haar eigen zang en muziek hoorbaar, die verwijst naar populaire popmuziek, zoals in Sip My Ocean (video, 8 minuten) uit 1996, waarin ze haar eigen versie van Wicked Game van Chris Isaak zingt.
De technieken die ze gebruikt bij het maken van haar films komen overeen met die gebruikt in videoclips. Zo zijn haar films vaak opgedeeld in verschillende shots, die op basis van ritme, in plaats van continuïteit, gemonteerd zijn. Vaak legt ze videobeelden over elkaar door middel van chromakey, waardoor de uiteindelijke video uit verschillende lagen bestaat. Ze maakt veel gebruik van vloeiende camerabewegingen. Regelmatig wordt de fisheye-objectief gebruikt om extreem close-up te filmen.
In haar werk heeft ze ruimte voor interne beelden, zoals dromen en emoties. Ze gebruikt felle kleuren om het gevoel van video die de 'echte' wereld weergeeft te verminderen. Ze vergelijkt haar videowerk met schilderijen, alleen dan bewegend. Ook het maakproces van een video vergelijkt Pipilotti Rist met schilderen, ze vindt vooral expressiviteit belangrijk in plaats van realisme.
Haar werk wordt soms als feministisch gecategoriseerd, terwijl ze het zelf meer ziet als haar eigenzinnige manier om de wereld te bekijken. Hierdoor valt ze binnen een groep nieuwe kunstenaars die met verschillende media hun beeld van de wereld vormgeven.
Haar werk is onder andere regelmatig te zien in het Centraal Museum Utrecht, waar ze in 2001 een solo-tentoonstelling had. In 2009 had Pipilotti Rist een grote tentoonstelling in Museum Boijmans van Beuningen, 'Elixir', met onder andere nieuw, speciaal voor Boijmans gemaakt werk. De video’s, representaties van paradijselijke voorstellingen van schoonheid en onschuld, waren te zien in een 1500m2 grote installatie die als Gesamtkunstwerk was vormgegeven door Rist.Sinds 2021 wordt op het plein voor het nieuwe, dat jaar geopende depot van dit museum dagelijks na zonsondergang een lichtkunstwerk van Rist geprojecteerd, Het leven verspillen aan jou. Hierbij verschijnen er gekleurde lichtcirkels op het plein die in elkaar samenvloeien.